# 舟見和利
舟見　和利（ふなみ かずとし、1978年12月5日 - ）は、日本の俳優。大阪府出身。血液型はB型。身長177cm。体重55kg。
自身で映像作品を監督することもあり、写真家・デザイナーとしても作品を発表している。

## 人物
- 大阪府出身。
- 所属劇団は男優劇団Studio Life。1998年5月の劇団オーディションにて入団、2011年4月に退団。
- 独特の存在感を持ち、スタジオライフ公演では中心人物を演じることが多かった。
- 劇団退団後、zampano theater制作の映画に出演。
- 2011年11月～12月、絵と写真と映像を組み合わせた初個展を行う。
- 2013年、2014年、2016年にも個展を開催した。
- 2016年には俳優太田基裕の写真集を写真家・デザイナーとして参加した。
- 趣味のフットサルは、同年代のメンバーでチーム構成されていた。背番号は13、23。
- 写真、イラスト、ウェブデザインなどのアート的な活動もしており、デザインしたポストカードやエコバッグ等も手掛ける。

## 略歴
- 1998年 - 劇団Studio Lifeに入団。
- 1998年 - 舞台『訪問者』で初舞台。
- 2000年 - ロンドンでメソッド演技のワークショップに参加。
- 2001年 - 映画『Last Scene』（中田秀夫監督）に出演。
- 2002年 - ニューヨークでメソッド演技のワークショップに参加。
- 2011年 - 劇団Studio Lifeを退団。

## 出演

### 映画
- Last Scene（2001年、中田秀夫監督）
- 鈴子の25歳（2011年、松井美帆監督）
- どこへも行けない旅（2011年、渡邉高章監督）
- ガチバン　アルティメイタム（2011年、元木隆史監督）
- 片道兄妹（2011年、渡邉高章監督）
- くにこまいる（2012年、渡邉高章監督）
- PICNIC（2013年、渡邉高章監督）
- 待つひと（2013年、小高沙里監督）
- 多摩川サンセット（2013年、渡邉高章監督）
- Shibuya AM（2013年、渡邉高章監督）
- 多摩川サンセット —ここより何処かへ—（2014年、渡邉高章監督）
- あした、かえる（2014年、渡邉高章監督）
- ジェントリー土手（2016年、渡邉高章監督）

### ドラマ
- QP（2011年、日本テレビ、監督：三池崇史/渡辺武/菅原伸太郎/矢部享祐）

### 舞台
- 1998年
  - 訪問者　　　　　　　　　
  - WHITE　　　　　　　　　
  - ヴァンパイア・レジェンド
- 1999年
  - トーマの心臓 - イグー役　　　　　
  - 死の泉 - レナ役　　　　　　　　
  - THREE MEN IN A BOAT+ワン - モンモランシー役
  - 桜の園 - シャルロッタ役
- 2000年
  - DRACULA
  - 黒いチューリップ　　　　
  - WHITE 2000
  - トーマの心臓 - アーダム役
  - 訪問者 - エンゲリーカ役
- 2001年
  - HAPPY FAMILIES - サフロン役
  - 死の泉 - ミヒャエル役
  - ブギトゥ・バグース
  - Sons - ロージー役
- 2002年
  - 月の子 - セツ役
  - LILIES - ビロドー役
  - 歓びの娘 鑑定医シャルル - ミシェル役
  - 卒塔婆小町
  - THREE MEN IN A BOAT+ワン - モンモランシー役
- 2003年
  - トーマの心臓 - アーダム役
  - OZ - 1024役
  - LILIES - ビロドー役
  - DAISY PULLS IT OFF - デイジー役
- 2004年
  - MOON CHILD〜月の子〜 - セツ役
  - DRACULA - ミナ・ハーカー役
  - Blue Rose - アーサー役
  - パサジェルカ - マルタ役
  - 空っぽのくつした
- 2005年
  - お月さまへようこそ - スティーブン役
  - OZ - フィリシア役　
  - メッシュ - エーメ役
  - 白夜行　第1部 - 唐沢雪穂役
  - 白夜行　第2部 - 唐沢雪穂役
- 2006年
  - DRACULA - アーサー役
  - ヴァンパイア・レジェンド
  - トーマの心臓 - サイフリート役
  - 夏の夜の夢 - ヒポリタ役
  - 銀のキス - ゾーイ役
- 2007年
  - DAISY PULLS IT OFF - デイジー役
  - ロミオとジュリエット - ジュリエット役
- 2008年
  - マージナル - チト、エメラダ役
  - 死の泉 - ミヒャエル役
  - パサジェルカ - マルタ役
- 2009年
  - LILIES - 伯爵夫人役
  - フルーツバスケット - 草摩慊人役
  - 十二夜 - オリヴィア役
- 2010年
  - 金色のコルダ ステラ・ミュージカル春 - 創立者・キャプテン・樋賀昇役
  - 金色のコルダ ステラ・ミュージカル夏 - 創立者・キャプテン・樋賀昇役
  - abc★赤坂ボーイズキャバレー spin off 「裏」 - 早瀬泰役
  - 音楽朗読劇「はちぞうの不思議な旅」 - ジュゴン・ブルーバック 他
  - DRACULA - ルーシー役
- 2011年
  - 蠍を飼う女 - 吉沢健次役
  - SUNBEAM Presents Cooking & Talk LIVE 「COOKING BOYS #04」
  - abc★赤坂ボーイズキャバレー spin off 「ゲネプロ！」 - 早瀬泰役
  - 東京AZARASHI団「準備ヨシ！」 - 浜村好文役
  - 大切な人〜私の家族が見た戦争〜（リーディング）
  - abc★赤坂ボーイズキャバレー spin off 「2回裏！」 - 早瀬泰役
- 2012年
  - Sの悲劇 - 花形満役
  - 神☆ヴォイス - 真行寺役
- 2015年
  - スケル豚 - 男役

### ミュージックビデオ
- ケミカルボリューム「僕は幸せを知っている」 監督：小雨じり
- ケミカルボリューム「Nancy」 監督：伊藤圭
- ケミカルボリューム「SATURDAY NIGHT」 監督：渡邉高章
- ケミカルボリューム「世界の終わり」 監督：渡邉高章
- ケミカルボリューム「手のひらの上」 監督：渡邉高章
- 中嶋定治「正体わからない」 監督：渡邉高章
- 白石尚悟「Shogo Shiraishi & The System Theory」 監督：渡邉高章
- the sworn group「屋根の上」 監督：渡邉高章
- the sworn group「ウォーキングホリデー」 監督：渡邉高章

### 展覧会
- おもちゃの箱、展（2011年11月8日〜12月4日）
- ブナオとボク、展（2013年5月28日〜6月18日）
- 125naroom #1 @Atelier 485（2014年12月21日〜12月28日）
- ボク、モク、展（2016年5月3日〜6月8日）

### 音楽
- 「はちぞうの不思議な旅」オリジナル・ソング＆サウンド・トラックCD発売（2010年）
- PATAPATA MAM プロディースライブに参加（2011年）
- 仲代奈緒主催のチャリティーライブに参加（2011年）